# Fàbrica de cardes de Gregori Deu

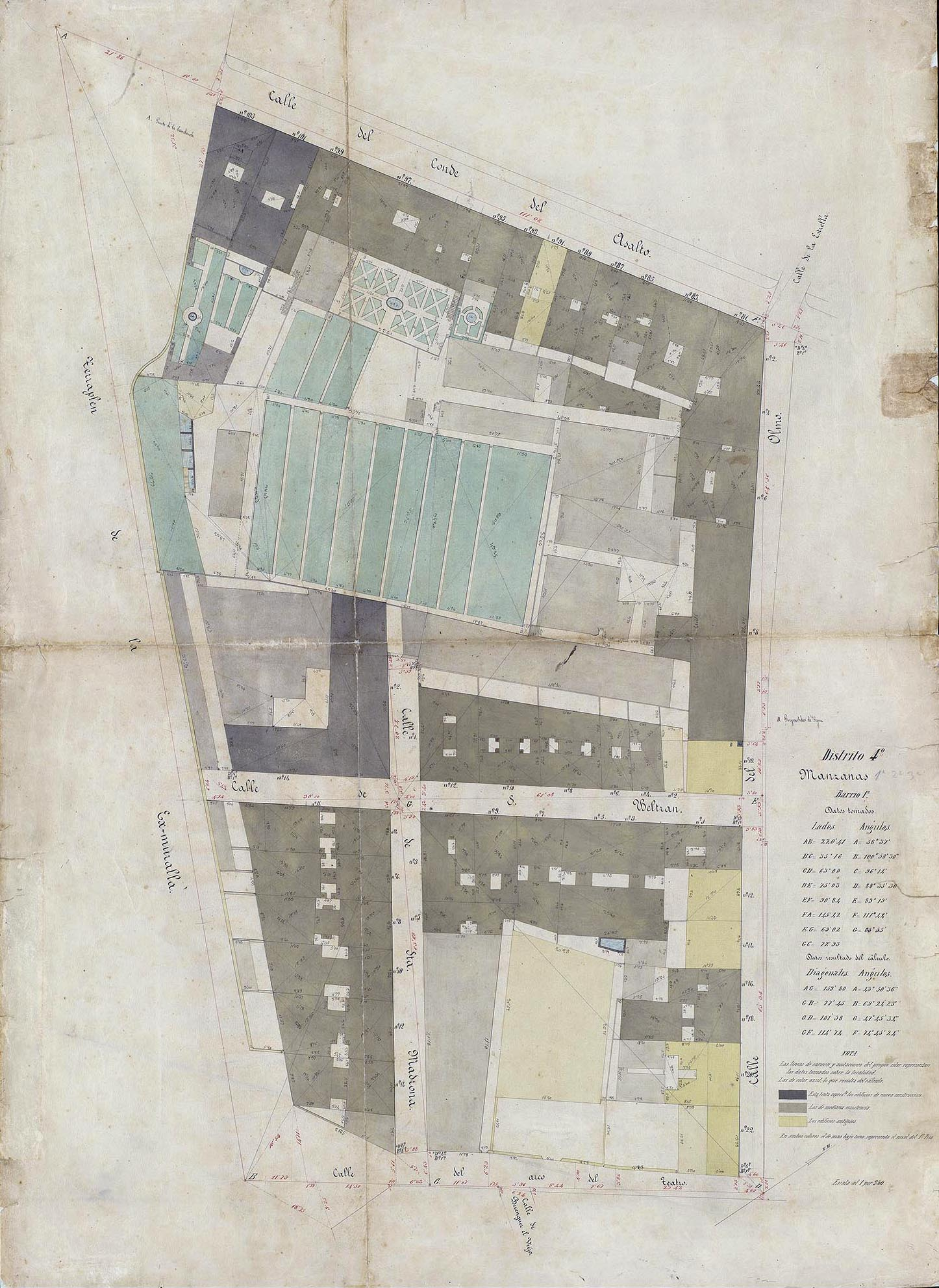
Quarteró núm. 84 de Garriga i Roca (c. 1860)

La fàbrica de cardes de Gregori Deu era un edifici situat als carrers de Sant Bertran, 14 i Santa Madrona, 16 del barri del Raval de Barcelona, actualment desaparegut.

## Història
Gregori Deu i Isamat era fill de l'adober Antoni Deu i de Teresa Isamat, provinent d'una família d'assaonadors d'Olot, i tenia una fàbrica de cardes al carrer Nou de la Rambla, 69 (modern 72). El fabricant, que ja havia obtingut la medalla de plata a l'Exposició de Madrid del 1845, la tornà a guanyar el 1850 i meresqué els elogis del cronista: «[…] es notable el arreglo, uniformidad y firmeza de las púas, su finura y simetría, la igualdad y buen orden de las líneas que forman, y su inclinacion simétrica, describiendo todas el mismo ángulo, con la cinta de cuero, y cortado á igual altura. No es ménos de encarecer el esmero con que se ha procurado dar á la cinta de cuero el mismo espesor en todas sus dimensiones, y al alambre empleado la conveniente dureza y elasticidad, sin que le haga saltar la resistencia que le oponen las materias sometidas á su accion.»
El 1848, va adquirir a Joan Salgado i Ribot i a Josep Rosés i Trinxet una parcel·la procedent de l'hort dels Feliu al carrer de l'Om, i va demanar permís per a construir una casa-fàbrica de planta baixa i quatre pisos als carrers de Sant Bertran i Santa Madrona, segons el projecte de l'arquitecte Josep Oriol i Bernadet. Posteriorment, en va adquirir tres parcel·les més, i el 1855 es va constituir la societat anònima Manufacturera de cardas y otros objetos de cuero, amb un capital de 400.000 duros i seu al mateix edifici. Segons Cabana, la fàbrica era proveïdora de la majoria de les filatures de cotó a l'Estat espanyol i tenia dipòsits a Cartagena, Ezcaray, Ciutat de Mallorca i Béjar, des d'on exportava a la veïna Portugal.
El director era el mateix Gregori Deu, que el 1857 abandonà el negoci i es retirà a la seva finca del Cabezo de Vista Alegre de Ceutí (Regió de Múrcia). El 1860, vengué la casa-fàbrica a l'empresa, que es presentà a l'Exposició de Barcelona d'aquell any amb cardes per a cotó i per a llana, corretges de transmissió i pell adobada per a calçat. El cronista Francesc Josep Orellana hi feia constar la seva preocupació pel futur d'aquesta indústria, amenaçada per la competència estrangera: «es sensible que la introduccion de placas y cintas extranjeras, por lo módico de los derechos que adeudan, haga decaer á esta importante industria.» Així, el 1862, cessà les activitats i l'edifici fou subhastat, essent finalment venut als comerciants Miquel Boada i Joaquim Prats per 30.000 duros.
El 1882 hi havia la fàbrica de pianos de Raynard i Maseras, i el 1891 s'hi va instal·lar la fàbrica de capses de cartró, fusta i mostraris de Joan Rabaseda. El 1900 hi havia la fàbrica de cables i ailladors elèctrics La Eléctrica Española, de Joan Junyent. Finalment, l'edifici va ser enderrocat a la dècada del 1960 per a construir-hi un bloc de pisos.